# Orphnus sinuatus
Orphnus sinuatus är en skalbaggsart som beskrevs av Eugène Benderitter 1923. 
Orphnus sinuatus ingår i släktet Orphnus och familjen Orphnidae. Inga underarter finns listade i Catalogue of Life.